# L'Hydromystère
Pour plus de détails, voir Fiche technique et Distribution.
L'Hydromystère (en polonais : Hydrozagadka) est une comédie de science-fiction polonaise réalisée par Andrzej Kondratiuk et sortie en 1971.

## Synopsis
L'eau disparaît à Varsovie pendant la période la plus chaude. Un scientifique, le professeur Milczarek, tente en vain de résoudre le mystère de la disparition de l'eau. Il est aidé par un superhéros au nom de code As, qui prend les armes contre un mystérieux adversaire démoniaque. La piste mène à l'infâme Docteur Tache, qui mène des affaires louches avec le maharaja du désert Kabur.

## Fiche technique
- Titre polonais : Hydrozagadka
- Titre français : L'Hydromystère
- Réalisation : Andrzej Kondratiuk
- Scénario : Andrzej Kondratiuk et Andrzej Bonarski
- Musique : Waldemar Kazanecki
- Photographie : Zygmunt Samosiuk
- Montage : Jadwiga Zajicek
- Pays d'origine :  Pologne
- Format : Noir et blanc
- Genre : Comédie de science-fiction
- Durée : 70 minutes
- Date de sortie :
  -  Pologne : 30 avril 1971[2]
  -  France : 26 octobre 2014

## Distribution
- Józef Nowak : Jan Walczak, superhéros As
- Zdzisław Maklakiewicz : docteur Tache
- Roman Kłosowski : prince maharaja de Kabur
- Ewa Szykulska : mademoiselle Jola
- Franciszek Pieczka : marin
- Wiesław Gołas : chauffeur de taxi
- Jerzy Turek : traceur
- Bolesław Kamiński : homme de confiance du docteur Tache, surnommé Malutki
- Wiesław Michnikowski : professeur Milczarek
- Wojciech Pokora : ami de Walczak
- Witold Skaruch : ami de Walczak
- Wojciech Rajewski : ami de Walczak
- Czesław Lasota : ami de Walczak
- Jerzy Dobrowolski : interprète des femmes du maharaja
- Wiesława Mazurkiewicz : fleuriste
- Jerzy Duszyński : docent Frątczak
- Iga Cembrzyńska : présentatrice en tête d'affiche et serveuse au restaurant Pod Złotym Leszczem
- Emilia Nowak : danseuse du ventre dans un harem
- Andrzej Kondratiuk : cochère
- Zygmunt Apostoł : ami de Walczak
- Tadeusz Pluciński : Monsieur Jurek, le brun avec la voiture
- Jarosław Świtoniak : scientifique
- Michał Żołnierkiewicz : scientifique
- Zbigniew Sawan : porteur
- Tomasz Lengren : participant à la fête
- Kazimierz Stankiewicz : femme du Maharaja
- Jan Suzin : scientifique (voix)
- Marian Łącz : participant à la fête (voix)